# Paulo Ramos (Maranhão)
Paulo Ramos é um município brasileiro do estado do Maranhão. Era de início chamado de Bacabinha, pois a região fora descoberta por dois caçadores que viram um pé de bacaba em um lago, onde hoje é a praça central. A cidade, que foi povoada por povos oriundos do Ceará, passou a se chamar Paulo Ramos em 20 de janeiro de 1970.

## História
O povoado de Bacabinha foi situado em 1935. Recebeu este nome pelo motivo de existir neste lugar alguns pés de bacaba (Coco Selvagem).
O município foi criado pela Comissão de Constituição de Justiça e Segurança, Legislação e Câmara Municipal, parecer n° 86, projeto de Lei n° 99, conforme, complementar n° 01 de 9 de novembro de 1967.
O plebiscito foi realizado no dia 29 de maio de 1968, desmembrando Bacabinha do município de Lago da Pedra.
Paulo Ramos, antiga Bacabinha, foi emancipada em 1970. O nome Paulo Ramos foi uma homenagem ao governador Paulo Martins de Sousa Ramos.
Pelos registros históricos, o primeiro morador, foi o cidadão Francisco Eloi Silva - pai do popular padeiro da cidade Felisberto Eloi Silva que oficializou a união de muitos casais quando exerceu o ofício de juiz de paz.

### Feriados Municipais
- Dia 20 de janeiro - Aniversário da cidade
- Dia 21 de fevereiro - Falecimento de Venâncio Gomes Rodrigues (2° Prefeito)
- Dia 13 de junho - Falecimento de Francisco Teixeira Santos Ferreira (1º Prefeito e 1° Juiz da Comarca)
- Dia 21 de agosto - Falecimento de Francisco Eloi Silva (1° morador)
- Dia 8 de dezembro - Dia de Nossa Senhora da Conceição (Padroeira)

## Geografia

### Área
Possui uma área de 197,32 km.

### Limite
Desmembrada de Lago da Pedra.

### Hidrografia
O rio que banha Paulo Ramos é o rio Grajaú

### Clima
Clima Tropical

### Vegetação
Na flora de Paulo Ramos, existe a predominância das palmeiras de coco babaçu. A vegetação natural é castigada pela falta de informação dos agricultores. Estes, ainda queimam a terra para o plantio. Tal técnica tem degradado demasiadamente o solo. Porém, os agricultores inábeis a outros métodos e sem apoio das partes administrativas responsáveis, continuam a degradar a vegetação sem a intenção de fazê-lo. Todavia, um dos fatores intervenientes na vegetação nativa, são as grandes concentrações de gado, em terrenos onde poderiam ter outros tipos de investimentos.

## Economia
A economia de Paulo Ramos é baseada principalmente na criação de bovinos e suínos, no que se refere a agricultura, o forte da região é o cultivo de arroz, feijão, milho, coco babaçu e melancia.

### Agricultura
Os principais produtos são: arroz, milho e babaçu.

### Pecuária
Existem muitos pecuaristas em Paulo Ramos. Que compraram terras, iniciaram a criação de seus rebanhos, prosperaram e expandiram seus negócios. Gerando lucros e benefícios para a região.

### Comércio
O comércio de Paulo Ramos é baseado principalmente, em gêneros agrícolas, tais como: feijão, arroz, milho e babaçu.
Principais Comércios
Sacolão Nossa Senora de Fatima, Geraldo Cesar.

## Turismo
O principal ponto turístico da cidade de Paulo Ramos é o "Festival de Verão do Galo Duro". O mesmo acontece no mês de julho, aos domingos, às margens do Rio Grajaú.

### Outros
Farol da Educação, Praças, Colégios, Clube.

## Cultura
A principal cultura de Paulo Ramos é a religiosidade local. Com a realização de procissões, ladainhas e rezas. A canjica (Mingau de milho) é muito popular na cidade. Nos feriados da semana santa, a queimação de Judas, é um hábito bastante cultivado pela população.

### Folclore
Bumba-meu-boi, Pedrinha e Mangaba.

## Política

### Mandatos de prefeitos e vices
1970 a 1972
- Prefeito: Francisco Teixeira Santos Ferreira (Nego Chico)
- Vice: Clodomir Leite de Oliveira (Mirom)

1973 a 1976
- Prefeito: Venâncio Gomes Rodrigues
- Vice: Nazeu Oliveira Sousa

1977 a 1980
- Prefeito: Paulo Gomes de Oliveira
- Vice: Raimundo Edilson Cunha

Obs: Legítimo Político com a cassação do Prefeito. Assumindo o vice em março de 1981 a 1982.
1983 a 1988
- Prefeita: Maria dos Anjos (Gunga)
- Vice: Jacira Lima de Andrade

1989 a 1992
- Prefeito: João Texeira Noronha
- Vice: Arioston Soares Oliveira

1993 a 1996
- Prefeita: Maria dos Anjos (Gunga)
- Vice: Raimundo Nonato Sousa (Raimundo Neném)

1997 a 2000
- Prefeito: Raimundo Nonato Sousa (Raimundo Neném)
- Vice: Arioston Soares Oliveira

2001 a 2004
- Prefeito: Raimundo Nonato Sousa (Raimundo Neném)
- Vice: João Texeira Noronha

2005 a 2008
- Prefeito: João Texeira Noronha
- Vice: Francisco Weltram Arruda Andrade

2009 a 2012
- Prefeito: Tancledo Lima de Araújo
- Vice: Pedro Alves Gonçalves (Pedro Paca)

2013 a 2016
- Prefeito: Tancledo Lima de Araújo
- Vice: Pedro Alves Gonçalves (Pedro Paca)

2017 a 2020
- Prefeito: Deusimar Serra Silva
- Vice: Francimar Oliveira

## Hino
Terra querida tu és a felicidade
Nossa morada no cantinho do Brasil
Uma lagoa rodeada de bacabas
Dois caçadores bravamente descobriram
Passou o tempo hoje tu estás crescida
Paulo Ramos o teu povo assim te chama
Um povo humilde, honesto e hospitaleiro
E é assim que nós honramos tua fama
Terra querida, és vida minha
És Paulo Ramos nossa antiga bacabinha (refrão)
Tu és gigante quando falo de progresso
Teu povo luta com muita dedicação
E com vontade te ver entre as belas
Com a indústria, a pecuária e educação
És um esforço de cada um que te ama
Porque teus filhos lutam para te ver crescer
É uma guerra de amor e de trabalho
Todo alegre vão para te defender
Terra querida, és vida minha
És Paulo Ramos nossa antiga bacabinha (refrão)
O povo canta orgulho de te ver
Vendo teus montes, teus baixos e matagais
A terra, fértil abençoada por Deus
Venha ver os nossos lindos coqueirais
Paulo Ramos tu estás bem situada
Posso te ver no coração do maranhão
E para provar que esse povo aqui te ama
Abro o meu peito para te ver no coração.
Letra – José Gomes Leite
Música – Daniel Gomes Costa

## Lei de Criação
LEI n° 7.527 de 30 de Junho de 2000. ALTERA dispositivos da Lei n° 3.174 de 30 de setembro de 1971 que denomina PAULO RAMOS o Município de BACABINHA e define os seus limites e confrontações.
A Governadora do Estado do Maranhão Faço saber a todos os seus habitantes que a Assembleia Legislativa do Estado decretou e eu sanciono a seguinte Lei:
Art. 1° - O Art. 5º da Lei n° 2.949 de 10 de dezembro de 1968 com a nova redação dada pela Lei nº 3.174 de 30 de Setembro de 1971 passa a vigorar com a seguinte redação:
“Art. 5° - O Município de Paulo Ramos tem os seguintes limites territoriais:
a) Com o Município de VITORINO FREIRE:
Começa no povoado Poção do Damião, inclusive, e segue em linha reta até a ponte do Igarapé Sete Voltas, na rodovia MA-008. Segue então, em linha reta e em rumo sudoeste, até o povoado de Zé Grosso, inclusive. Daí segue, em linha reta e rumo sudoeste até o povoado de Cabrinha, inclusive. Deste povoado, segue em linha reta, rumo oeste, até o rio Grajaú, de onde segue à jusante até o povoado de Furo do Falcão, inclusive. Daí segue em linha reta, em rumo sudoeste, até o povoado de Centro do Mundico, exclusive.
b) Com o Município de BREJO DE AREIA:
Inicia-se no povoado de Centro do Mundico, exclusive, e segue em linha reta, em rumo sudoeste, até o povoado de Duas Lagoas, inclusive; e daí segue em sentido oeste até o povoado Serra dos Montes, inclusive. Deste último toma outra linha reta, no sentido sudoeste, até o povoado Serra Grande, inclusive, de onde parte em linha reta, até o ponto coordenadas UTM E429237, N9504130.
c) Com o Município de Marajá do Sena:
Do ponto de coordenadas UTM E429237, N9504103, segue em linha reta, sentido sudeste, até o Povoado Serra da Desordem exclusive. Do Povoado de Serra da Desordem, segue a estrada que liga à sede municipal de Marajá do Sena, passando pelos Povoados de Baixam do Côco Cacheado, Cantinho e Brejinho, todos pertencentes ao Município de Marajá de Sena, até o Povoado Lago do Sena, exclusive, na encruzilhada da estrada que vem de Serra da Desordem com a estrada que desce dos Povoados de Muriti e Pio X. Daí segue para rumo nordeste em linha reta até o Povoado de Bom Jesus, exclusive de onde segue em linha reta sentido leste até o Rio Grajaú. O limite continua à montante do Rio Grajaú até o ponto de passagem da rodovia que liga Marajá do Sena à sede de Lago da Pedra com o Povoado de Chupé inclusive.
d) Com o Município de LAGO DA PEDRA:
Do ponto de travessia da rodovia para Lago da Pedra, no Rio Grajaú, segue-se pela mesma, passando-se pelo Povoado de Lagoinha, exclusive. Continua-se ao longo desta estrada até o cruzamento com o acesso aos Povoados de Centro do Pereira e Jejuí. Da encruzilhada toma-se a estrada até o Centro de Pereira inclusive. Daí segue em linha reta, rumo nordeste, até o Povoado de Arroz, exclusive. Deste ponto toma nova linha reta, no sentido nordeste, até o Povoado de Centro do Batista, inclusive.
e) Com o Município de BOM LUGAR:
Do Povoado de Centro do Batista, inclusive, toma linha reta, no sentido noroeste, até o Povoado de Poção do Damião inclusive”.
Art.2º - Esta Lei entra em vigor na data de sua publicação.
Art.3º - Revogam-se as disposições em contrário.
Mando, portanto, a todas as autoridades a quem o conhecimento e execução da presente Lei pertencerem que a cumpram e façam cumprir tão inteiramente como nela se contém. A Excelentíssima Senhora Chefe do Gabinete da Governadora a faça publicar, imprimir e correr.
Palácio do Governo do Estado do Maranhão, em São Luís, 30 de Junho de 2000, 179° da Independência e 112° da República.
ROSEANA SARNEY MURAD
Governadora do Estado do Maranhão
OLGA MARIA LENZA SIMÃO
Chefe de Gabinete da Governadora
RAIMUNDO SOARES CUTRIM
Gerente de Justiça, Segurança Pública e Cidadania
PUBLICADA NO DIÁRIO OFICIAL n° 131 DE 10 DE JULHO DE 2000
PROJETO DE LEI n° 049/2000
AUTORIA – DEPUTADO STÊNIO RESENDE
MUNICÍPIO DE BACABINHA
LEI nº 3.174 de 30 de setembro de 1971. MODIFICA dispositivos da Lei n° 2.949 de 10.12.1968, dando nova denominação e definindo os limites e confrontações do Município de BACABINHA e dá outras providências.
O Governador do Estado do Maranhão,
Faço saber a todos os seus habitantes que a Assembleia Legislativa decretou e eu sanciono a seguinte Lei:
Art. 1° - Fica denominado Paulo Ramos, o atual Município de Bacabinha.
Art. 2° - O Art. 4º da Lei n° 2.949, de 10.12.68, vigorará com a seguinte dação:
“Art. 4° - O Município de Paulo Ramos, será constituído do distrito sede e dos distritos administrativos de PEDRO LOURENÇO, JEJUÍ, SÃO BENTO, PORTO DO CAITETU e JUÇARAL DO BONFIM”.
Art. 3° - O Art. 5º da Lei n° 2.949, de 10.12.68, vigorará com a seguinte redação:
“Art. 5° - São os seguintes os limites do município de Paulo Ramos:
LIMITES MUNICIPAIS:
a) Com o Município de ALTAMIRA DO MARANHÃO:
Começa no divisor de águas Grajaú - Pindaré, no ponto em que o mesmo, coincide com o vértice principal da bacia do Igarapé Marupi, afluente da margem esquerda do rio Grajaú; do referido ponto de coincidência, segue pelo talvegue principal da mesma bacia, à jusante até que o dito talvegue entre em contacto com o alinhamento reto que limitando o Município de Altamira do Maranhão, com o de Vitorino Freire passa duzentos metros a leste verdadeiro, do centro do lugar denominado Lago do Abano.
b) Com o Município de VITORINO FREIRE:
Começa no talvegue do Igarapé Marupi, afluente da margem esquerda do rio Grajaú, no seu ponto de contacto, com o alinhamento reto que limitando o Município de Altamira do Maranhão com o de Vitorino Freire, passa duzentos metros a leste verdadeiro, do centro do lugar denominado Lago do Abano, desse ponto de contacto segue, pelo talvegue do Marupi à jusante, até a sua bifurcação com o do rio Grajaú, dessa bifurcação, segue pelo talvegue do Grajaú, à montante, até que o mesmo, entre em contato com a reta leste-oeste verdadeiro, procedente do ponto, um quilômetro a nordeste verdadeiro do centro do lugar denominado Espírito Santo, próximo à cabeceira do rio Salgado, afluente da margem direita do rio Grajaú, desse ponto de contacto, segue pela dita reta, até seu ponto original, um quilômetro a nordeste verdadeiro, do centro do lugar Batista.
c) Com o Município de LAGO DA PEDRA:
Começa no ponto de contacto de dois alinhamentos no lugar Centro do Batista, daí partindo uma linha até encontrar o rio Grajaú a distância de duzentos metros do Porto Caitetu pelo lado da nascente do referido rio; daí segue a linha até encontrar a linha divisória do Município de Grajaú, à distância de 30 km. do povoado Centro do Olímpio.
d) Com o Município de GRAJAÚ:
Começa no ponto de contacto com a linha divisória com o Município de Lago da Pedra, daí seguindo pela linha originária de divisão do Município de Grajaú até encontrar a linha divisória do Município de Santa Luzia.
e) Com o Município de SANTA LUZIA:
Começa no ponto de contacto da linha divisória de Grajaú com o Município de Santa Luzia; daí segue o limite do Município de Santa Luzia até encontrar o vértice principal da bacia do Igarapé Marupi, ponto de partida desse itinerário.
Art. 4° - Esta Lei entrará em vigor na data de sua publicação, revogadas as disposições em contrário.
Mando, portanto, a todas as autoridades a quem o conhecimento e execução da presente Lei pertencerem que a cumpram e façam cumprir tão inteiramente como nela se contém. O Exmo. Senhor Secretário do Interior e Justiça, a faça publicar, imprimir e correr.
Palácio do Governo do Estado Do Maranhão, em São Luís, 30 de setembro de 1971, 149° da Independência E 82° da República.
PEDRO NEIVA DE SANTANA
Alfredo Salim Duailibe
MENSAGEM 31/71
PROJETO DE LEI n° 43/71
TERÇA-FEIRA, 05 DE OUTUBRO DE 1971